# Čtvrtá křížová výprava proti husitům
Čtvrtá křížová výprava proti husitům byla poslední křížovou výpravou v první polovině 15. století, jejímž cílem bylo potlačení husitských kacířů v Čechách. Výprava se uskutečnila v létě roku 1431 a v jejím čele stáli braniborský vévoda Fridrich Braniborský a kardinál Giuliano Cesarini. Výprava byla zaskočena rychlým postupem spojených husitských vojsk vedených Prokopem Holým a po bitvě u Domažlic 14. srpna se úplně rozpadla. Fiasko tohoto tažení donutilo katolíky k společnému jednání s husity, které proběhlo na Basilejském koncilu.

## Události předcházející výpravě
Ostudná porážka a útěk předešlé křížové výpravy od Tachova v roce 1427 znamenala další posílení husitských pozic v Čechách. Táboři a Sirotci vedení Prokopem Holým podnikali pustošivé spanilé jízdy do okolních zemí, protože je již Čechy zmítané neustálou válkou a dlouho trvající neúrodou nedokázaly nadále uživit. Pokusy o jednání mezi husity a Zikmundem Lucemburským, které proběhly v letech 1429 v Prešpurku a v květnu roku 1431 v Chebu, však skončily nezdarem. Z iniciativy papežského nuncia kardinála Giuliana Cesariniho bylo na léto roku 1431 připraveno nové vojenské tažení proti husitům. Do čela výpravy se vedle kardinála Cesariniho postavil také zástupce Zikmunda Lucemburského v Říši Fridrich Braniborský. Křižáci počítali mimo jiné se zapojením rakouských vojsk Albrechta Habsburského z jihu a Slezanů a Lužičanů ze severu. Intervenční armády měly být připraveny k útoku do Čech na přelomu června a července.

## Průběh výpravy

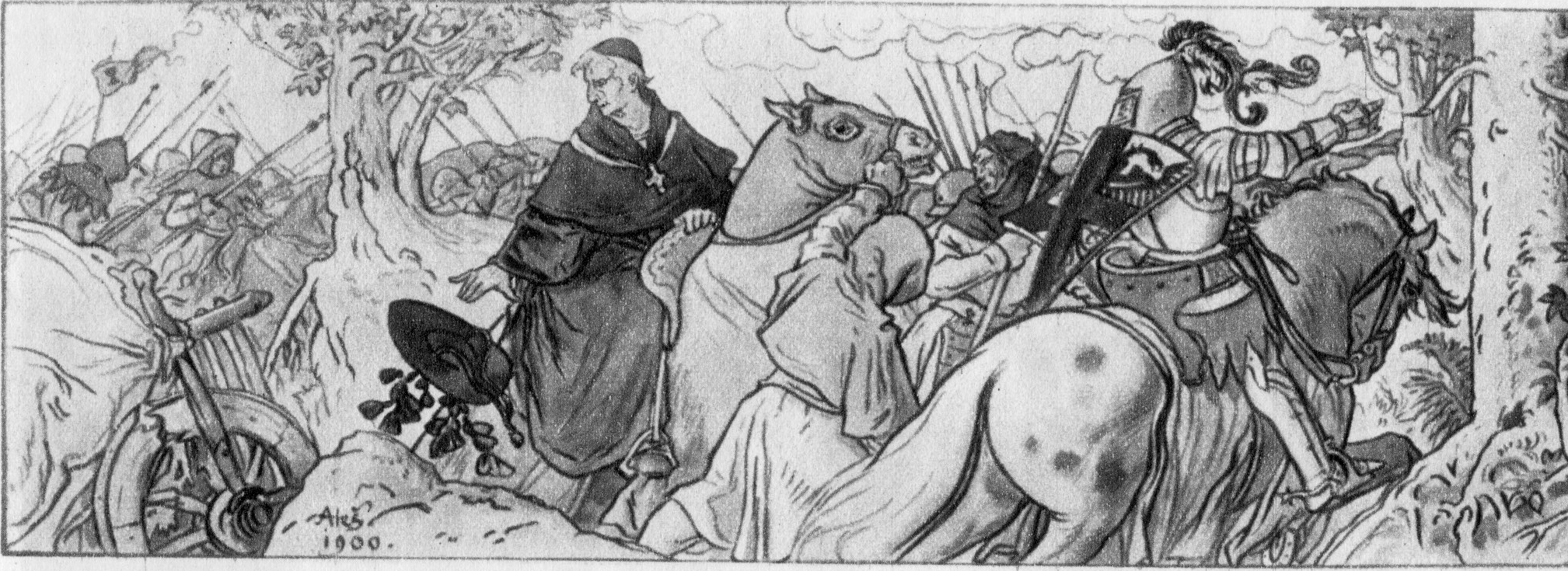
Útěk kardinála Cesariniho

1. srpna vtrhla křižácká vojska ze západu do Čech a směřovala k husity obsazenému Tachovu. Ten byl krátce a neúspěšně obléhán, načež se křižáci 8. srpna hnuli směrem ke katolické Plzni. Avšak poté, co se přední velitelé dozvěděli o postupujících husitských silách, uhnula výprava směrem na jih a začala obléhat Domažlice. Husité spěchali městu na pomoc a po rychlém přesunu zastihli 14. srpna křižáky zcela nepřipravené. Katoličtí žoldáci, kteří nestihli včas zaujmout své bojové pozice, začali chaoticky ustupovat zpátky k hranicím. V zádech prchajícím křižákům mohutně hřměl husitský chorál Ktož jsú boží bojovníci. Jedinou skupinou, která kladla husitům tvrdý odpor, byli italští žoldnéři z kardinálovy osobní gardy, kteří srdnatě bránili křižáckou vozovou hradbu. Sám kardinál Cesarini uprchnul v přestrojení z bojiště. Kališníci rychle porazili skupinu italských žoldnéřů a rozprášili zbylé ustupující křižáky.

## Důsledky

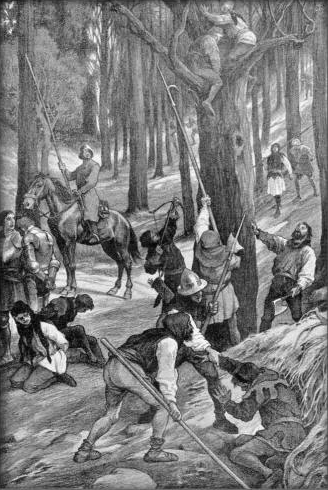
Husité pronásledující křižáky po bitvě u Domažlic

Podobně jako u třetí křížové výpravy padla husitům po rozehnání křižáků do rukou prakticky bez boje obrovská válečná kořist. Důležitější než ona však byl pro kališníky fakt, že tato potupná porážka přesvědčila katolíky o nutnosti přikročení k společnému jednání. Nového papeže Evžena IV. přesvědčil k jednání s kacíři právě kardinál Giuliano Cesarini. Největším husitským úspěchem se tak stalo přizvání kališnických zástupců na chystaný Basilejský koncil, kde měli obhajovat své pozice.